# 수평파

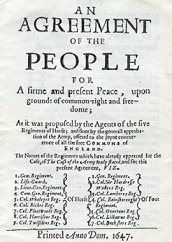
수평파가 작성한 '국민들의 계약'

수평파(Levellers)는 청교도의 한 분파로 잉글랜드 내전시기에 법 앞에서의 평등, 종교적 관용, 참정권등을 주장했던 일종의 정치적 운동을 펼친 분파이다.
그들은 공공의 재산분배는 원치 않았지만, 포퓰리즘적인 생각을 갖고 있었다. 런던시에서 여러 발행물을 통해서 선전하였지만, 국민적인 지지를 받아내지 못하여 결국은 역사속에 사라졌다.

## 같이 보기
- 비국교도
- 케트의 난
- 차티스트 운동
- 영국 공화주의 운동
- 와트 타일러의 난
- 자유지상주의
- 권리장전 (미국)